# Ommatius pilosulus
Ommatius pilosulus là một loài ruồi trong họ Asilidae. Ommatius pilosulus được Bigot miêu tả năm 1875. Loài này phân bố ở vùng Tân nhiệt đới.